# 高田工業
髙田工業株式会社（たかだこうぎょう）は、神奈川県横浜市にある自動車部品製造を主要事業とする株式会社。日産自動車との関係が強く、特殊少量生産やコンバーチブル車への改造等に特色を持つ。1950年創業、1955年に株式会社へ組織変更。

## 主要製品
- 車両 - 日産自動車からの特殊少量生産請負（車種は後述）
- トラックのキャビン部分の製造
- 部品製造 - 自動車部品、自動車部品試作、設計業務請負等

過去の製品
- フォークリフト - かつては自社戸塚工場でフォークリフト製造も行っていたが、会社再編やニチユ三菱フォークリフト（現：三菱ロジスネクスト）との経営統合により、フォークリフト製造は三菱ロジスネクスト滋賀工場へ移管。

## 特殊少量生産を行った車両
- 1986年 - 日産・Be-1委託生産開始
- 1988年 - 日産・パオ、いすゞ・ミュー委託生産開始
- 1990年 - 日産・フィガロ委託生産開始
- 1992年 - 日産・シルビアコンバーチブル (S13) 委託生産開始
- 1993年 - スバル・ヴィヴィオT-Top、日産・プレジデントリムジン委託生産開始
- 1994年 - 日産・180SX、日産・ラシーン委託生産開始
- 1997年 - 日産・マーチカブリオレ委託生産開始
- 1998年 - 日産・ラシーンフォルザ、スバル・インプレッサ22B･STiバージョン委託生産開始
- 1999年 - 日産・ハイパーミニ、日産・マーチBOX委託生産開始
- 2000年 - 日産・シルビアヴァリエッタ (S15) 委託生産開始

そのほか、三菱・デボネア（2代目・3代目）のストレッチリムジンなども手掛けている

## 「hamawaza」企画カー
2006年3月、横浜市内の製造業者、消費者、商業者が連携し、横浜発の新しい商品を開発する企画「hamawaza」の企画自動車として、日産・キューブを200台限定で改造した「ycar」を製造している。